# T-ウィルス
T-ウィルス（正式名称：Tyrant Virus）とは、カプコンのテレビゲーム『バイオハザードシリーズ』、およびその派生作品に登場する架空のウイルスである。
このウィルスは、ゲーム中に登場する架空の製薬企業アンブレラによって開発された後、生体兵器の研究用途に転用された。当該作品のタイトルである「バイオハザード」とは、主にこのウィルスの流出が巻き起こした生物災害のことを指す。シリーズ中では、『1』から『0』までのシリーズと『DG』における事件の元凶となっているが、『4』や『5』では事件の元凶は寄生虫プラーガとなっているために物語には直接関係しないものの、アンブレラ社の発端や研究過程を語られる形などで登場する。『RV』での事件はt-ウィルスとは別のウィルスによって引き起こされるため、こちらにも直接は関係しないが、文書ファイルや、新型ウィルス開発に用いられる形で登場する。『6』でもゾンビが登場するが、こちらのゾンビもt-ウィルスとは別のウィルスで生み出されたものであり、文書ファイルでの登場のみのため、直接は関与しない。
なお、表記については、シリーズ初期作では『T-ウィルス』、『t-ウィルス』のように大文字と小文字のアルファベットのTが混在していたが、近年の作品では小文字表記で統一されている。実写映画版では、六部作シリーズ全作品で日本語字幕は大文字で表記されているほか、『T-ウィルス』ではなく『T-ウイルス』表記で統一されている。

## 由来
このウィルスはアンブレラ社創立以前に、ジェームス・マーカスとその助手であるブランドン・ベイリーらにより発見されたRNAウイルスの一種「始祖ウィルス」をベースとし、様々なウィルスの遺伝子を組み込むなどして作り出された変異体である。「T」は「Tyrant」（タイラント：暴君）の頭文字から取られている。色は緑（映画版では青）。
マーカスがアークレイ山地の幹部養成所で所長を務めていた頃、その立場が始祖ウィルスを研究するのに都合の良いこともあって、マーカスはヒルに着目しT-ウィルスの第1号を生み出した。ヒルは寄生や捕食、繁殖を繰り返し行う生物であり、マーカスはこの生物自体が生物兵器として優れていると考えた。そして1978年2月13日に実験体のヒル4匹に始祖ウィルスを投与し、それからヒルの肉体肥大化・知能向上・集団による捕食やマーカスの姿への擬態という変化が発生。これで糸口を掴んだマーカスはヒルの体内で生み出された、始祖ウィルスとヒルのDNAが組み合わさった変異体のウィルスを「T-ウィルスの第1号」とし、さらなる研究のために何人もの人間を実験体にしていった。
その後T-ウィルスはマーカスの手を離れ、ウィリアム・バーキンやアルバート・ウェスカーなどの手によって量産され、ラクーンシティだけではなく南極研究所やシーナ島など、各地にあるアンブレラの研究所で実験・改良が進められていた。

## 性質
感染経路
T-ウィルスは非常に強力な感染力を持ち、汚染水などによる経口感染・血液感染など、あらゆる感染経路で拡散する（『3』のファイルでは空気感染はしないという事が書かれているが、『1』のファイルではウィルス漏洩事故当初に防護服が支給されており、映画版では明確に空気感染も含まれている）。感染者の体液や血液が血液中に侵入することで、さらなる感染拡大を引き起こし、爪で引っ掻かれる程度の軽傷でも容易に感染する。症状が発現するまでの時間は個人差が大きく特定はできないが、感染者の肉体が衰弱しているほどウィルスの活動が活発化し、発症が早まる。特に瀕死の人間など抵抗力がきわめて低下している場合は、ごく短時間でゾンビ化してしまうため、ひとたび流出すれば、洋館事件やラクーンシティ、シーナ島などのような大惨事に直結する。
1998年9月にラクーンシティで発生した大規模なバイオハザードの場合、下水道に漏出したウィルスにまずネズミが感染し、そこから爆発的に感染者が広まっていった。またラクーン警察署では、下水道経由で侵入したウィルスに犬舎のドーベルマンが感染し、そのドーベルマンが署員に怪我をさせたことがきっかけで感染が広まった。
感染性
動物だけでなく植物にも感染し、容易に変異を引き起こす。感染しても早期にワクチンを接種されればゾンビ化を回避できる場合もあるが、すでに脳細胞を侵食されている場合にはもはや救う手立てはなく、頭部を破壊するなどの直接的な攻撃で活動を停止させるしかない。なお、感染の度合いによってはワクチンを投与しても効果が現れず、ゾンビ化する場合もある。
映画版の例として、『I』のレインの場合は短時間で4箇所以上噛まれ、約30分ほどで嘔吐を伴う全身疲労が現れ、約50分経過あたりで抗ウイルス剤を投与するもゾンビ化した。『II』のカルロスの場合は1箇所噛まれてから約3時間で発熱などの風邪の初期症状が出始め、後に抗ウイルス剤を投与してゾンビ化しなかった。ただし、抗ウイルス剤によって体内に抗体が生成されるわけではなく、数年後の『III』では噛まれて再び感染している。若干の差はあるものの、対象者の性別、年齢などに関係なくウィルスの侵食を受ける。
症例の1つとして長期の仮死状態に陥るという例があるため混同されがちではあるが、基本的に既に完全に死亡している生物、すなわち死体に感染する事は無い。ただし、映画版についてはその限りではない。
また、感染が拡大している環境下や高濃度のウィルスに直接感染した場合には、即死に近い状態からでも発症する場合がありうる。例えば、S.T.A.R.S.のブラッドは『3』で追跡者に触手で顔面を貫かれたが、脳や肉体は生きていたため、触手から侵入した高濃度のウィルスによってゾンビ化している。
ウィルス抗体
遺伝子による相性が原因で、T-ウィルスに対する完全な抗体を持った人間が10人に1人の割合で存在する。これは、たとえどんなに遺伝子研究を進めても性質を改変することは不可能であると立証されている。ゲーム本編の主人公達がワクチンを投与していないにもかかわらず、ゾンビなどのT-ウィルス生物の攻撃を受けても感染しないのは、この抗体を持っているためである。例えば『0』のイベントシーンでも、マーカスのヒルに襲われた犠牲者が高確率でゾンビ化する中、レベッカは同じように襲われても感染しなかった。抗体を持つ人間でも、ジルのように濃度の高いT-ウィルスを直接体内に送り込まれると、感染する場合がある。また、すべての主人公がT-ウィルスの抗体を持つわけではない。
アンブレラ社や各所の研究機関においてさまざまなワクチンが開発されており、事前に接種しておけば感染を防げる物、一時的に体内のウィルスの活動を抑制する物、体内からウィルスを駆除する物などが開発されている。中でもラクーン大学で開発された「デイライト」は、抗体のない人間でも即座にT-ウィルスを死滅させ、さらに以降の感染も防げる。ウィルスに感染した生物に投与すればウィルスが死滅して即死するが、T-ウィルスは変異性が強く、抗体を投与されている人間でも汚染された水を摂取した場合や、死に瀕した場合などに発症してしまうケースも存在する。
また、『3』ではラクーン病院の医師や職員の決死の奮闘の結果、未知のウィルスがいわゆる奇病の原因となっていることを突き止め、中和剤を開発する寸前までになっていた。担当医がウィルスに感染してしまったため、彼らの手で完成することはなかったが、後にこの中和剤はウィルスに感染したジルに対し、カルロスの手で使用された。
ラクーンシティ崩壊事件から数年後、ウィルファーマ社が極秘でT-ウイルスのワクチンを開発し、製造していた。空港でテロリストによるT-ウイルス流出事件が発生した際、同社は社内に備蓄されていた物を含めたすべてのワクチンを現場に輸送したが、テロリストによりすべて爆破された。しかし、開発データはレオン・S・ケネディに回収された描写があるため、ワクチンの製造は現時点でも可能である。
T-ウィルスより上位に位置するG-ウィルスやT-VeronicaはT-ウィルスを完全に無効化し、影響を一切受けない。特に具体的な「T」の抗体としての位置付けでもある「G」、およびそれを生物に投与することで誕生するG生物は「T」に汚染された生物を養分としても特に問題は無く、それどころかG生物化したウィリアム・バーキンは「T」の入ったアンプルを踏みにじり、それ以降は見向きさえしなかった。また、これらを組み合わせた「T+G」ウィルスも開発された。なお、「G」とはまた別にジルの体内で生成された強力なT-ウィルス抗体は「始祖」の毒性を抑えるほどの効力を発揮し、「ウロボロス」ウィルスの開発に利用されている。これらの事例から、始祖ウィルス系統の新たな種類のウィルスの誕生にT-ウィルスが密接な関わりを持つことがしばしばある。
完全適応者
上記のようにウィルス抗体を持った人間は存在するが、さらにT-ウィルスに対して完全に適応する者も1000万人に1人の割合で存在する。作中ではセルゲイ・ウラジミールが該当している。
このタイプに分類される場合、脳に障害をおよぼす（知能の低下や自我を損失する）こと無く肉体の増強が可能であるうえ、自身の意志で肉体のリミッターを外し、タイラントなどに見られる劇的な形状変化（スーパー化）も可能である。変態後の姿は、その人間の意志がある程度反映されると言われている。
このような人間の存在は、アンブレラがタイラントを開発するきっかけとなった。

## 感染によるおもな症状
流出したT-ウィルスは広く生物に感染し、人間においては以下のような傾向の症状を引き起こす。人間がゾンビ化していく様相を感染者の視点から克明に描いたファイルとして、ゲーム内で登場した「飼育員の日記」がある。
初期症状
感染者の初期症状は、主に全身の皮膚掻痒感・発熱・意識レベルの低下など。その後、大脳新皮質の壊死に起因する、知性・記憶の欠落と、代謝異常による急激な食欲増進を引き起こす。前述の「飼育員の日記」によると、書き手の飼育員は皮膚掻痒を発症した時点で医師から防護衣着用の解除＝手遅れと判断されている。
知性・記憶の欠如を如実に表す事例として、手紙や日記を書いても日付欄に本文の一部が混在したり（欄を間違えても気付けない）、日付を失念したり（何日だったかを思い出せない）、誤字・脱字が頻発したり（誤字・脱字があることに気付けない）、助詞を使用しない単語の羅列となったり（英語では文体を成さず単語の羅列になる）、平仮名を多用したりするようになる。
- 例：「かゆい かゆい スコットー きた（Itchy Itchy Scott came）」・「かゆい うま（Itchy Tasty）」

発症後
知能・理性の欠如と急激な代謝促進によって生じる極度の飢餓感のため、感染者は摂食を中心とした本能的行動をとるようになる。作中では、この状態のことを便宜的にゾンビと呼ぶ。体内の全細胞が急激に活性化し、既に死滅した細胞でさえも再生し、感染者は異常な耐久性を有することになるが、それに伴い新陳代謝も加速するため、十分な栄養を摂取できない場合には全身の体細胞の分裂と壊死の均衡が崩れ、筋力の低下による運動能力の著しい機能低下から始まり、最終的には肉体が腐乱してしまう。また、話すことができても、本来話そうとした言葉の約1割ほどしか正確に発音できなくなる。
さらにT-ウィルスの変種体は、宿主が意識を喪失し休眠状態に陥ると、全身の体組織の再構築を行う。『2』ではリッカーへの変化につながると設定されたが、GC版『1』では細胞を再活性化させて体組織自身の改造をも行い、俊敏性の向上とさらなる凶暴化をもたらすと再設定された。後者におけるこの現象は、研究員により「V-ACT」と命名された。V-ACTの発生を回避する方法は、頭部を破壊するか休眠状態中に全身を焼却することだけである。V-ACTが発生したケースはゾンビにのみ確認されており、それらは「クリムゾン・ヘッド」と呼ばれる。クリムゾン・ヘッドの最も恐ろしい性質は、「本能的に『敵』と認識した者を完全に排除するまで、どこまでも追跡し続ける」ことにある。
一旦ゾンビ化してしまうと、もはや治療することはおろか安楽死させることもできず、銃などで始末するしかない。『3』に登場する病院の医師が残したファイルによると、この状態では「医学的にはすでに『死んでいる（生ける屍）』状態である」との見解が示されている。
突然変異
生物の種類によっては感染で巨大化し、形態の著しい変化などを伴う「進化」に至ることがある。昆虫や爬虫類への感染時には、この傾向が強い。人間も例外ではなく、発症から時間が経つと前述したリッカー、あるいはそのさらなる変異体であるサスペンデッドのような変異種となる場合がある。しかし、T-ウィルスによる「進化」を遂げた生物は進化の袋小路に入ってしまい、「始祖」ウィルスを投与しても、若干の能力向上（リッカーの場合、繁殖力が向上し嗅覚が多少鋭くなる程度）の変化が見られる程度で、劇的な変異は起きない。
映画版
感染者の症状は原作とほぼ同じだが、ゾンビ化するまでは知性・理性が保持されているため、ある時突然というような描写となっている。映画版では実験によって生み出されたB.O.W.という設定であるリッカーの場合、それに傷つけられた人間が人為的に手を加えられることにより、知能はそのままに自我を抑制された状態で強力な殺人兵器と化す描写がある。また、主人公であるアリスはアンブレラ社によって捕らえられた直後に人体実験の対象となり、アイザックス博士からT-ウィルスを投与された結果、自分の記憶や理性、感情などを保ったまま、超人的な身体能力を獲得している。後に再び捕らえられ、アイザックス博士によって改めて人体実験を施されたことで、人間や機械、果ては炎さえも自在に遠隔操作したり破壊したりする超能力を身につけた。ただし、この超能力はアリス自身でも制御しきれず、『III』の劇中では自意識の薄い睡眠時に暴発している。アンブレラ社北米支部の管理AI「ホワイト・クイーン」によると、超能力の発動時には「プシー粒子」なる粒子が観測される。

## 本来の目的
ゲーム版
ゲーム版でのT-ウィルスには、異なる生物間の遺伝子交配を容易にする性質がある。これを利用することで、各種の生物兵器B.O.W. (Bio Organic Weapon) が創り出された。人間と爬虫類の遺伝子ベースのハンターなどは、その代表的な成果である。ただし、T-ウィルスは対象の知性を著しく低下させる問題があり、ある程度の命令を理解できる程度の知能を維持させることが課題とされていた。この研究はタイラントの完成によってある程度の成功を収めたと評価され、その後はさらに完成度を高めるための改良が続けられた。ほかにもT-ウィルスが開発された当初は、主に先天性の免疫異常や末期ガンといった難病治療に応用する試みがなされていた。だが、投与されて間もないうちこそ劇的な回復がみられるものの、投与が長期に及ぶと肉体の著しい変性や脳細胞の変質などを引き起こすため、この試みは頓挫してしまったことが小説版『UC』にて述べられている。
映画版
映画版では、2作目と最終作で設定が変更されている。
2作目
2作目の『バイオハザードII アポカリプス』では、アンブレラ社の主席研究員であったチャールズ・アシュフォード博士によって娘アンジェラの筋ジストロフィー治療を目的として開発されたが、表向きは「しわとりクリーム」の原料として、裏では生物兵器に転用するためにチャールズの意思を無視し、研究成果を奪ったとされる。アンジェラは本来の目的に適った使用により、症状の進行を大幅に抑制することに成功している（ウィルスと抗ウィルス剤双方を併用することで、ゾンビ化することなく緩やかに筋肉細胞の再生を行った）。ただし、この方法は病状が一定以上進行すると効果がないのか、同じ筋ジストロフィー患者であるチャールズ自身にはアンジェラのような回復の兆候はまったく見られず、車椅子生活を送っていた（チャールズは実験段階で自身には効果が無いと判断して、この治療自体を行っていない可能性もある）。
最終作
しかし最終作『バイオハザード: ザ・ファイナル』では、アンブレラ社の創業者の一人ジェームズ・マーカス教授が愛娘アリシアのプロジェリア治療を目的に開発したものの、ゾンビ化の副作用が発覚して研究を中止しようとしたが、共同設立者のアイザックス博士の命を受けたウェスカーにより教授は殺害され、生物兵器に転用されたことになっている。2作目のチャールズ・アシュフォード博士については本編では触れられておらず、設定が変更されたの何らかの形で両者が同じ研究をしていたのかは不明。